# بسمة قضماني
بسمة قضماني (ولدت في 29 أبريل 1958 في دمشق، سوريا- وتوفيت بتاريخ 2 مارس 2023 في باريس) أكاديمية سورية ومتحدثة سابقة في المجلس الوطني السوري. وهي المديرة التنفيذية لمبادرة الإصلاح العربي؛ وهي شبكة من معاهد البحوث والسياسات العربية المستقلة تعمل على تعزيز الديمقراطية في العالم العربي.
حتى عام 2011، كانت مستشارة كبيرة لمدير البرنامج الأكاديمي في أكاديمي دبلوماسي الدولي. وفي الفترة من 2007 إلى 2009، كانت مستشارا أوليا في مجال التعاون الدولي في مجلس البحوث الوطني الفرنسي وباحث مشارك في مركز الدراسات الدولية (سيري-العلوم بو) في الفترة من 2006 إلى 2007. وكانت أيضا من كبار خريجين الجامعة الزوار في كلية فرنسا من 2005 إلى 2006.
وفي الفترة من عام 1981 إلى عام 1998، أنشأت وأصدرت برنامج الشرق الأوسط في المعهد الفرنسي للعلاقات الدولية (إفري) في باريس، وكانت أستاذا مشاركا للعلاقات الدولية في جامعة باريس - 1 بانثون - السوربون وجامعة باريس - مارن -لا-فالي.
قادت برنامج الحكومة والتعاون الدولي لمنطقة الشرق الأوسط وشمال أفريقيا في مؤسسة فورد. ثم أصبحت مستشارا كبيرا في مجال التعاون الدولي في المركز الوطني الفرنسي للبحث العلمي.
كما أنها حصلت على جائزة ريموند جورج لعام 2011 من أجل العمل الخيري المبتكر الذي أنشأه صندوق ميركاتور «جائزة تكريم المساهمات البارزة في العمل الخيري الأوروبي» لدور منظمتها مبادرة الإصلاح العربي في تعزيز الديمقراطية في سياق الربيع العربي.
حصلت بسمة قضماني علي درجة الدكتوراه في العلوم السياسية من معهد الدراسات السياسية في باريس. وقد قامت بتأليف العديد من الكتب والأوراق الأكاديمية والمقالات باللغتين الفرنسية والإنكليزية حول موضوع التحول الديمقراطي في العالم العربي، والشتات الفلسطيني، والصراع الإسرائيلي الفلسطيني، واستراتيجيات الدول العربية تجاه الحركات الإسلامية، والتغيير السياسي في شمال أفريقيا، والأمن الإقليمي.

## نشأتها
ولدت بسمة قضماني في دمشق بسوريا عام 1958. وكانت طفلة حضرت مدرسة «فرانسيسكين» الفرنسية المسيحية في دمشق. كان والدها يعمل في وزارة الخارجية السورية كدبلوماسي. بعد هزيمة 1967 حرب، كان لديه مناوشة مع وزير الخارجية، ثم حكم عليه بالسجن لمدة 6 أشهر. هذا ما دفعه إلى مغادرة سوريا مع عائلته والانتقال إلى لبنان حيث بقوا لمدة 3 سنوات من 1968 إلى 1971. في عام 1971، انتقلوا في لندن حيث وجد والد بسمة قضماني وظيفة في الأمم المتحدة.

## التعليم والإنجازات الأكاديمية
وقد درست بسمة قضماني في معهد الدراسات السياسية في باريس حيث حصلت على درجة الدكتوراه في العلوم السياسية. بسبب شعورها بالانتماء إلى العالم العربي، رفضت مهنة في الخدمة الخارجية الفرنسية وقررت التركيز على دراسة العلاقات الدولية. عملت فيالمعهد الدولي للعلاقات الدولية (إفري) في باريس حيث أنشأت وأصدرت برنامج الشرق الأوسط من 1981 إلى 1998. أدركت في تلك المرحلة أنها لم تعد مهتمة ببساطة ودراسة العالم العربي كموضوع للبحث. أمضت سبع سنوات في مصر حيث تولت قيادة برنامج الحوكمة والتعاون الدولي لمنطقة الشرق الأوسط وشمال أفريقيا في مؤسسة فورد.
في عام 2005، أصبحت بسمة قضماني المدير التنفيذي لمبادرة الإصلاح العربي، وهي شبكة من المؤسسات الفكرية ومعاهد السياسة المكرسة لدراسة العالم العربي.
من 2005 إلى 2006، كانت أيضا زميلة زائرة في كلية فرنسا. وفي الفترة من 2007 إلى 2009، كانت مستشارا أوليا في مجال التعاون الدولي في مجلس البحوث الوطني الفرنسي وباحث مشارك في مركز الدراسات الدولية (سيري-سسينسس بو) من 2006 إلى 2007.
وتعرف بسمة قضماني نفسها بأنها «امرأة عربية مع تكوين فكري غربي (...) وترفع وفقا لأخلاقيات الإسلام».
في عام 2012، حضرت مؤتمر بيلدربيرغ كمشارك «دولي».

### مبادرة الإصلاح العربي
في عام 2005، أنشأت بسمة قضماني مبادرة الإصلاح العربي (أرى)، وهي مجموعة من معاهد البحوث والسياسات العربية المستقلة، مع شركاء من الولايات المتحدة وأوروبا. وقد تم تأسيس مبادرة الإصلاح العربي بمبادرة من أربعة من مديري معاهد أبحاث السياسات العربية الذين اختاروا إقامة شراكة مع أربعة مراكز بحث أوروبية وحيدة في الولايات المتحدة، مشروع الولايات المتحدة / الشرق الأوسط. ومن خلال توصيات السياسات والبحوث، فإن الهدف من هذا التقرير هو تعزيز الإصلاح وإرساء الديمقراطية في العالم العربي. وتأمل في بدء حوار بين معاهد السياسة في العالم العربى من اجل "تعزيز فهم صناع القرار وقادة الرأي حول قضايا الإصلاح في العالم العربى". بالإضافة إلى ذلك، تهدف مبادرة الإصلاح العربي إلى رفع مستوى الوعي في العالم العربي حول الانتقال الناجح إلى الديمقراطية في أجزاء أخرى من العالم، والآليات والحلول التوفيقية التي جعلت هذه التحولات الناجحة ممكنة ".
وتضم شبكة أرى الأعضاء التالية أسماؤهم: المؤسسة اليونانية للسياسة الأوروبية والخارجية (إلياميب)، والمعهد الأوروبي لبحوث التعاون الأوروبي العربي (ميديا)، والمعهد الأوروبي للدراسات الأمنية، ومركز الدراسات الاستراتيجية، ومنظمة فونداسيون بارا ومركز الدراسات السودانية، ومنتدى الإصلاح العربي، ومشروع الولايات المتحدة / الشرق الأوسط، ومركز الأهرام للدراسات السياسية والاستراتيجية، ومركز الإصلاح الأوروبي، ومركز الملك فيصل للبحوث والدراسات الإسلامية والمركز اللبناني للدراسات السياسية ومركز أبحاث الخليج العربي والمركز الفلسطيني للبحوث السياسية والمسحية.

### العمل الأكاديمي
ألفت بسما قضماني العديد من الكتب عن الشرق الأوسط والعالم العربي باللغتين الإنجليزية والفرنسية. الشتات الفلسطيني،  استراتيجيات الدول العربية مع الحركات الإسلامية،  الأمن الإقليمي والخليج.
كما عملت مستشارة لمختلف الشركات الدولية والوكالات الحكومية والمؤسسات والوزارات الأوروبية، وهي معلق متكرر على الشبكات الإذاعية والتلفزيونية الدولية ومؤلفيها مطبوعات منتظمة في الصحافة العربية والفرنسية والدولية."

## الدور السياسي في الانتفاضة السورية 2011-2012
بعد بداية 2011–2012 الانتفاضة السورية، لعبت بسمة قضماني دورا بارزا في المعارضة ضد حكومة بشار الأسد. وكتبت بانتظام مقالات ترحب بدعوة المتظاهرين إلى الديمقراطية في سوريا، وتدين «القمع الشرس لبشار الأسد واستخدامه لاستراتيجية طائفية لتقويض الانتفاضة».
في يوليو / تموز 2011، كتبت بسمة قضماني في مقالة نشرت في نيويورك تايمز تدعي أن مفتاح نجاح الثورة السورية يكمن في انحياز العلويين السكان ككل (وليس الجيش) مع الثورة. واقترحت أن تقدم المعارضة ضمانات حماية للمجتمع العلوي كوسيلة لتشجيعهم على «سحب دعمهم» لحكومة الأسد.

### المجلس الوطني السوري
في 15 سبتمبر 2011، تم الإعلان رسميا عن إنشاء المجلس الوطني السوري. بسمة قضماني هي المتحدثة باسم المجلس الوطني السوري، وهي منظمة سياسية موحدة توحد جماعات المعارضة المختلفة داخل وخارج سوريا. كما أنها عضو في اللجنة التنفيذية مع أعضاء آخرين من المعارضة السورية، مثل برهان غليون، عبد الباسط سعيدة، عبد الواحد أستيفو، هيثم المالح، أحمد رمضان،سمير نشار ومحمد فاروق طيفور. وهي تابعة للكتلة الوطنية.
في بيان مهمته، يقدم المجلس الوطني السوري نفسه "منظمة مظلة سياسية" تسعى إلى تمثيل الثورة السورية تجسد سياسيا تطلعاتها في إسقاط النظام، تحقيق التغيير الديمقراطي؛ وبناء دولة حديثة وديمقراطية ومدنية "، وتأمل في توحيد جهود المعارضة واللجان الثورية في إسقاط نظام الأسد وضمان انتقال سوريا نحو الديمقراطية. كما تأمل في تشكيل حكومة انتقالية للإشراف على شؤون الدولة في حالة سقوط النظام.
وفي 28 تشرين الأول / أكتوبر 2011، أعربت عن قلقها إزاء السيناريو الليبي (مع الإطاحة العنيفة ب معمر القذافي في سوريا. وحذرت من عسكرة الصراع، وأصرت على أن الثورة ليست طائفية ولكنها تضم جميع فصائل المجتمع السوري. كما وضعت آمالها في مضاعفات أعمال العصيان المدني لأنها «يمكن تعميمها وتطويرها وتوسيعها. وذلك لأنهم سلميون. وستدعم هذه الشركات وغيرها من الذين يخافون من تكاليف الحرب. الأساليب السلمية قابلة للتعميم.»
ومع ذلك، جاء بسما قضماني لمراجعة موقفها على الطبيعة السلمية للانتفاضة. ووفقا لها، فإن المعارضة تواجه الآن خيارين: «عسكرة أكبر للمقاومة المحلية أو التدخل الأجنبي». مع رفض الصين وروسيا استخدام حق النقض (الفيتو) في قرار مجلس الأمن التابع للأمم المتحدة، من غير المرجح أن يظهر سيناريو التدخل الدولي. ونتيجة لذلك، في سياق زيادة الانشقاقات في الجيش والعنف المتصاعد في سوريا، قام المجلس الوطني السوري والجيش السوري الحر في كانون الثاني / يناير 2012، مع الاعتراف بوحدات المتمردين المناوئين للحكومة الذين يقاتلون في سوريا. وقالت كمتحدثة عن المجلس الوطني السوري أنه من واجب المعارضة «مساعدة المتمردين». في حين أكدت أن المجلس الوطني السوري لن يوفر الأسلحة مباشرة إلى الجيش السوري الحر، فإنه سيوفر الأموال «للحفاظ على الجيش الحر». لهذا السبب، يمكن تقديم التبرعات على موقع المجلس الوطني السوري. ووفقا لها، فإن التحدي الرئيسي هو التغلب على التوترات الداخلية داخل الجيش السوري الحر بين أولئك الذين انشقوا في وقت مبكر مثل العقيد رياض الأسعد وكبار الضباط، فضلا عن تنسيق إجراءات الجيش السوري الحر إلى الرئيسية «الهدف الاستراتيجي.» ويزداد هذا صعوبة نظرا لأن المتمردين لا يتركزون في منطقة جغرافية واحدة (مثل بنغازي في ليبيا) ولكنهم ينتشرون في جميع أنحاء الإقليم.

### الجدل
في شباط / فبراير 2012، اندلع جدل حول مشاركة بسما قضماني في برنامج تلفزيوني فرنسي يضم الكتاب الإسرائيليين مرة أخرى في عام 2008. ويظهر الفيديو على موقع يوتيوب مقتطفات مختارة من البرنامج ويتهم بسما قضماني بالدفاع عن إسرائيل قائلا «نحن بحاجة الي إسرائيل في المنطقة»، مع حذف بقية الجملة التي تقول«شريطة أن تحدد حدودها وتحدد شروط علاقاتها مع جيرانها». وردا على هذه الاتهامات، نشرت بسما قضماني ردا يشرح أن الفيديو ملفق من أجل إيذاء سمعتها لأنها أخذت إجاباتها خارج السياق وقلت كل ما قالت دفاعا عن حقوق العرب والمسلمين والفلسطينيين. ووصفت هذا الفيديو بأنه ليس مجرد محاولة للحكومة لزعزعة استقرار المجلس الوطني السوري.

## الوفاة
توفيت في باريس إثر مرض عضال بتاريخ 2 مارس 2023.